# Сітамун
Сітамун (також Сітамен, Сатамун; 1370 р. до н.е. — невідомо) — давньоєгипетська принцеса та цариця під час 18-ї династії єгипетських фараонів.

## Родина
Сітамун вважається старшою дочкою фараона Аменхотепа III та його дружини Великої цариці Тії. Близько 30 року свого правління Аменхотеп III, батько Сінамун,  одружився зі своєю дочкою під час ритуально-релігійної традиції святкування фестиваля Хеб-Сед.
Те, що Сітамун була дочкою Аменхотепа та Тії, свідчать предмети, знайдені у гробниці Юйї та Туйї, батьків цариці Тії — напис на одному стільці містить її титул «Дочка Царя», на іншому — її зображення з матір'ю.

## Біографія
У гробниці Юйї та Туйї загалом виявлено три стільці, які належали Сінамун. Оскільки ці стільці мають різні розміри (від малого до більшого), вважається, що вони використовувались Сітамун, коли вона росла. Пізніше їх помістили в гробницю її бабусі та дідуся за традицією розміщувати предмети, які мали значення в житті померлої людини. Сітамун також зображена на стелі своєї няні Небеткабени.
Майже нічого не відомо про її життя, крім того що вона була найстаршою дочкою могутньої королеви, а також те, що її рідними братами та сестарми були: Тутмос, Ехнатон, Ісіда, Хенуттанеб, Небетах, KV35YL та, можливо, Бакетатон.
В останнє десятиліття правління свого батька отримала статус Великої Цариці. Свідченням шлюбу між донькою та батьком є синій фаянсовий тюбик кохлю з картушами Аменхотепа III і Сітамун, чаша з алебастром, знайдена в Амарні з тими ж картушами та написи глечиках з палацового комплексу Малката. Статус Великої цариці засвідчується написом на глечику (№95), який було виявлено в царському палаці.
Сітамун мала власні кімнати в палацовому комплексі Малката, і архітектор Аменхотеп, син Хапу, був призначений розпорядителем її майна. Вона засвідчена на статуї Аменхотепа в Карнакському храмі (зараз в Єгипетському музеї, Каїр), де її згадують як Велику царицю. Сітамун також з'являється на рельєфі з поминального храму Аменхотепа III, знайденому Фліндерсом Пітрі.
Сітамун — серед постатей, які з'являються наприкінці правління Аменхотепа III. Це була епоха історії Єгипту, в якій жінки брали на себе значно більш помітні та потужні ролі. До правління Тії, «жодна попередня цариця ніколи не мала такого важливого значення в житті свого чоловіка». Тія поруч зі своїм чоловіком Аменхотепом III з'являлась у скульптурах, гробницях та храмах, рельєфах та стелах, їх імена вказані на численних дрібних предметах (посудини та ювелірні вироби), а також їх пам’ятних скарабеях.
Як старшоу доньку Сітамун готували зіграти політичну роль політичну роль, яку вона не зіграла, незважаючи на власну власність у Малката та її високу посаду при дворі. Можливо вона померла передчасно або жила у самотності після того, як її брат Ехнатон став царем. Вона була тіткою Тутанхамона.
Сітамун перестають ззгадувати наприкінці правління Аменхотепа III і взагалі не згадується під час правління Ехнатона. У гробниці Аменхотепа III в Долині царів для Сітамун була підготована окрема камера, але немає жодних доказів того, що вона коли-небудь там була похована.

## Титули
- Співачка Володаря двох земель
- Дружина фараона
- Велика цариця
- Царська дочка
- Дочка фараона, які він любить
- Старша дочка фараона

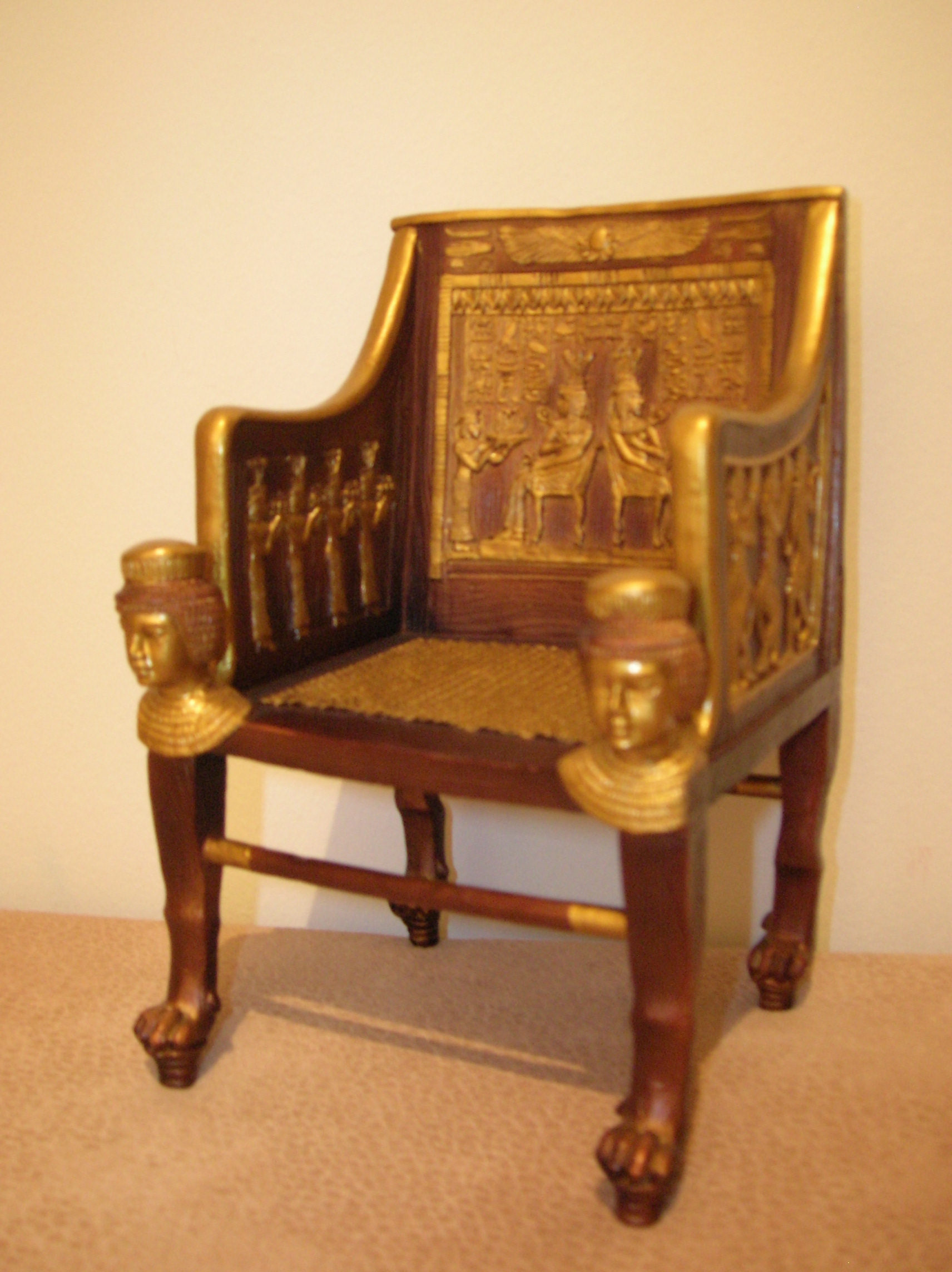
Стілець Сітамун

- Велика дочка фараона, яку він любить